# فهرست بزرگ‌ترین موزه‌های هنر
این فهرستی از بزرگترین موزه‌های هنری جهان است که رتبه موزه هنری را دارا هستند یا موزه‌های دیگری که عمدتاً آثار هنری بیشتر فضای نمایشگاهی آن‌ها را دربر گرفته‌است.

## روش
تنها فضای نگارخانه‌ها در نظر گرفته شده نه کل فضای داخل ساختمان موزه (که به‌طور معمول سه برابر بزرگتر است).
موزه‌هایی فهرست شده‌اند که به‌طور عمده از آثار هنری دست‌ساخت بشر با وجوه مهم زیباشناختی تشکیل شده‌اند. به عنوان مثال موزه‌های تاریخ طبیعی، تاریخ اجتماعی، علم و فناوری، و همچنین موزه‌ها و کاخ‌هایی که اهداف آن‌ها عمدتاً معماری و تاریخی است و مجموعه آثار هنری آن‌ها اهمیت درجه دوم را دارد در این فهرست جایی ندارند.
موزه‌هایی که در داخل یک نهاد یا مؤسسه بزرگتر قرار دارند نمی‌توانند به عنوان یک واحد در نظر گرفته شوند مگر آنکه در یک محل نباشند.
برای این فهرست، موزه‌های بزرگ دارای بیش از ۸۰۰۰ متر مربع (۸۶۰۰۰ فوت مربع) فضای گالری در نظر گرفته شده‌است.

## بزرگترین موزه‌های هنر
| موزه‌های هنر | موزه‌های هنر                           | موزه‌های هنر                                    | موزه‌های هنر          | موزه‌های هنر             | موزه‌های هنر                            | موزه‌های هنر |
| تصویر بنا   | نام                                   | نام به انگلیسی                                 | شهر                  | کشور                    | فضای نگارخانه‌ها به متر مربع (فوت مربع) | سال تأسیس   |
| ----------- | ------------------------------------- | ---------------------------------------------- | -------------------- | ----------------------- | -------------------------------------- | ----------- |
|             | موزه لوور                             | Louvre                                         | پاریس                | فرانسه                  | ۷۲٬۷۳۵ (۷۸۲٬۹۱۰)                       | ۱۷۹۲        |
|             | موزه ارمیتاژ                          | State Hermitage Museum                         | سن پترزبورگ          | روسیه                   | ۶۶٬۸۴۲ (۷۱۹٬۴۸۰)                       | ۱۷۶۴        |
|             | موزه ملی چین                          | National Museum of China                       | پکن                  | چین                     | ۶۵٬۰۰۰ (۷۰۰٬۰۰۰)                       | ۱۹۵۹        |
|             | موزه متروپولیتن نیویورک               | Metropolitan Museum of Art                     | نیویورک              | ایالات متحده آمریکا     | ۵۸٬۸۲۰ (۶۳۳٬۱۰۰)                       | ۱۸۷۰        |
|             | موزه‌های واتیکان                       | Vatican Museums                                | واتیکان (رم)         | واتیکان                 | ۴۳٬۰۰۰ (۴۶۰٬۰۰۰)                       | ۱۵۰۶        |
|             | موزه ملی توکیو                        | Tokyo National Museum                          | توکیو                | ژاپن                    | ۳۸٬۰۰۰ (۴۱۰٬۰۰۰)                       | ۱۸۷۲        |
|             | موزه ملی انسان‌شناسی                   | National Museum of Anthropology                | مکزیکوسیتی           | مکزیک                   | ۳۳٬۰۰۰ (۳۶۰٬۰۰۰)                       | ۱۹۶۴        |
|             | موزه ویکتوریا و آلبرت                 | Victoria and Albert Museum                     | لندن                 | بریتانیا                | ۳۰٬۶۵۸ (۳۳۰٬۰۰۰)                       | ۱۸۵۲        |
|             | موزه ملی کره                          | National Museum of Korea                       | سئول                 | کره جنوبی               | ۲۷٬۰۹۰ (۲۹۱٬۶۰۰)                       | ۱۹۴۵        |
|             | مؤسسه هنر شیکاگو                      | Art Institute of Chicago                       | شیکاگو               | ایالات متحده آمریکا     | ۲۶٬۰۰۰ (۲۸۰٬۰۰۰)                       | ۱۸۷۹        |
|             | موزه نانجینگ                          | Nanjing Museum                                 | نانجینگ              | چین                     | ۲۶٬۰۰۰ (۲۸۰٬۰۰۰)                       | ۱۹۳۳        |
|             | موزه بریتانیا                         | British Museum                                 | لندن                 | بریتانیا                | ۲۵٬۷۰۰ (۲۷۷٬۰۰۰)                       | ۱۷۵۳        |
|             | نگارخانه ملی هنر                      | National Gallery of Art                        | واشینگتن             | ایالات متحده آمریکا     | ۲۵٬۲۰۰ (۲۷۱٬۰۰۰)                       | ۱۹۳۷        |
|             | موزه هنر معاصر ماساچوست               | MASS MoCA                                      | آدمز شمالی، ماساچوست | ایالات متحده آمریکا     | ۲۳٬۲۲۵ (۲۴۹٬۹۹۰)                       | ۱۹۹۹        |
|             | موزه سینقوانتنایر                     | Cinquantenaire Museum                          | بروکسل               | بلژیک                   | ۲۲٬۰۰۰ (۲۴۰٬۰۰۰)                       | ۱۸۳۵        |
|             | موزه سه درّه                           | Three Gorges Museum                            | چونگ‌کینگ             | چین                     | ۲۰٬۸۵۸ (۲۲۴٬۵۱۰)                       | ۲۰۰۵        |
|             | موزه هنرهای زیبا                      | Museum of Fine Arts                            | بوستون               | ایالات متحده آمریکا     | ۲۰٬۵۰۰ (۲۲۱٬۰۰۰)                       | ۱۸۷۰        |
|             | موزه اسرائیل                          | Israel Museum                                  | اورشلیم              | اسرائیل                 | ۱۸٬۵۰۰ (۱۹۹٬۰۰۰)                       | ۱۹۶۵        |
|             | گالری ملی سنگاپور                     | National Gallery Singapore                     | سنگاپور              | سنگاپور                 | ۱۸٬۰۰۰ (۱۹۰٬۰۰۰)                       | ۲۰۱۵        |
|             | مؤسسه هنر مینیاپولیس                  | Minneapolis Institute of Art                   | مینیاپولیس           | ایالات متحده آمریکا     | ۱۷٬۵۰۰ (۱۸۸٬۰۰۰)                       | ۱۸۸۳        |
|             | دوسالانه ونیز                         | Venice Biennale                                | ونیز                 | ایتالیا                 | ۱۷٬۰۰۰ (۱۸۰٬۰۰۰)                       | ۱۸۹۵        |
|             | موزه ملی هنر مدرن                     | Musée National d'Art Moderne                   | پاریس                | فرانسه                  | ۱۷٬۰۰۰ (۱۸۰٬۰۰۰)                       | ۱۹۴۷        |
|             | موزه اورسی                            | Musée d'Orsay                                  | پاریس                | فرانسه                  | ۱۶٬۸۵۳ (۱۸۱٬۴۰۰)                       | ۱۹۸۶        |
|             | موزه هنر اوتسوکا                      | Ōtsuka Museum of Art                           | ناروتو، توکوشیما     | ژاپن ۱۶٬۰۰۰ · (۱۷۰٬۰۰۰) | ۱۹۹۸                                   |             |
|             | موزه هنرهای معاصر سانفرانسیسکو        | San Francisco Museum of Modern Art             | سانفرانسیسکو         | ایالات متحده آمریکا     | ۱۵٬۸۰۰ (۱۷۰٬۰۰۰)                       | ۱۹۳۵        |
|             | موزه دل پرادو                         | Museo del Prado                                | مادرید               | اسپانیا                 | ۱۵٬۴۰۰ (۱۶۶٬۰۰۰)                       | ۱۸۱۹        |
|             | موزه هنر دنور                         | Denver Art Museum                              | دنور                 | ایالات متحده آمریکا     | ۱۵٬۰۰۰ (۱۶۰٬۰۰۰)                       | ۱۹۱۸        |
|             | موزه مصر                              | Egyptian Museum                                | قاهره                | مصر                     | ۱۵٬۰۰۰ (۱۶۰٬۰۰۰)                       | ۱۹۰۲        |
|             | موزه کاپادیمونته                      | Museo di Capodimonte                           | ناپل                 | ایتالیا                 | ۱۵٬۰۰۰ (۱۶۰٬۰۰۰)                       | ۱۷۵۷        |
|             | موزه هنر فیلادلفیا                    | Philadelphia Museum of Art                     | Philadelphia         | ایالات متحده آمریکا     | ۱۵٬۰۰۰ (۱۶۰٬۰۰۰)                       | ۱۸۷۶        |
|             | دوسالانه ماتراززو سیکیلو              | Matarazzo Ciccillo (Bienal)                    | سان پائولو           | برزیل                   | ۱۵٬۰۰۰ (۱۶۰٬۰۰۰)                       | ۱۹۵۱        |
|             | موزه شاندونگ                          | Shandong Museum                                | جینان                | چین                     | ۱۵٬۰۰۰ (۱۶۰٬۰۰۰)                       | ۱۹۵۴        |
|             | دیا: بیکن                             | Dia:Beacon                                     | بیکون، نیویورک       | ایالات متحده آمریکا     | ۱۴٬۹۰۰ (۱۶۰٬۰۰۰)                       | ۲۰۰۳        |
|             | موزه هنر دالاس                        | Dallas Museum of Art                           | دالاس                | ایالات متحده آمریکا     | ۱۴٬۸۰۰ (۱۵۹٬۰۰۰)                       | ۱۹۰۳        |
|             | موزه ملی مرکز هنر رینا سوفیا          | Museo Reina Sofía                              | مادرید               | اسپانیا                 | ۱۴٬۷۵۶ (۱۵۸٬۸۳۰)                       | ۱۹۹۲        |
|             | موزه ملی هنرهای مدرن و معاصر سئول     | National Museum of Modern and Contemporary Art | گواچئون              | کره جنوبی               | ۱۴٬۱۴۴ (۱۵۲٬۲۴۰)                       | ۱۹۶۹        |
|             | مؤسسه هنر دیترویت                     | Detroit Institute of Arts                      | دیترویت              | ایالات متحده آمریکا     | ۱۴٬۰۰۰ (۱۵۰٬۰۰۰)                       | ۱۸۸۵        |
|             | موزه کانستیستوریسشس                   | Kunsthistorisches Museum                       | وین                  | اتریش                   | ۱۴٬۰۰۰ (۱۵۰٬۰۰۰)                       | ۱۸۹۱        |
|             | مرکز ملی هنر توکیو                    | The National Art Center, Tokyo                 | توکیو                | ژاپن                    | ۱۴٬۰۰۰ (۱۵۰٬۰۰۰)                       | ۲۰۰۷        |
|             | موزه هنرهای زیبای تایوان              | National Taiwan Museum of Fine Arts            | تایچونگ              | تایوان                  | ۱۳٬۶۰۰ (۱۴۶٬۰۰۰)                       | ۱۹۸۸        |
|             | گالری ملی پراگ                        | National Gallery in Prague                     | پراگ                 | جمهوری چک               | ۱۳٬۵۰۰ (۱۴۵٬۰۰۰)                       | ۱۷۹۶        |
|             | موزه هنر ایندیاناپلیس                 | Indianapolis Museum of Art                     | ایندیاناپلیس         | ایالات متحده آمریکا     | ۱۳٬۳۰۰ (۱۴۳٬۰۰۰)                       | ۱۸۸۳        |
|             | موزه ملی باواریا                      | Bavarian National Museum                       | مونیخ                | آلمان                   | ۱۳٬۰۰۰ (۱۴۰٬۰۰۰)                       | ۱۸۵۵        |
|             | موزه بروکلین                          | Brooklyn Museum                                | نیویورک              | ایالات متحده آمریکا     | ۱۳٬۰۰۰ (۱۴۰٬۰۰۰)                       | ۱۸۹۵        |
|             | موزه پایتخت                           | Capital Museum                                 | پکن                  | چین                     | ۱۳٬۰۰۰ (۱۴۰٬۰۰۰)                       | ۱۹۸۱        |
|             | موزه هنرهای زیبای مونترال             | Montreal Museum of Fine Arts                   | مونترال              | کانادا                  | ۱۳٬۰۰۰ (۱۴۰٬۰۰۰)                       | ۱۸۶۰        |
|             | نگارخانه ملی ویکتوریا                 | National Gallery of Victoria                   | ملبورن               | استرالیا                | ۱۳٬۰۰۰ (۱۴۰٬۰۰۰)                       | ۱۸۶۱        |
|             | کاخ توکیو                             | Palais de Tokyo                                | پاریس                | فرانسه                  | ۱۳٬۰۰۰ (۱۴۰٬۰۰۰)                       | ۲۰۰۱        |
|             | موزه سالار جنگ                        | Salar Jung Museum                              | حیدرآباد             | هند                     | ۱۳٬۰۰۰ (۱۴۰٬۰۰۰)                       | ۱۸۵۵        |
|             | موزه هنرهای زیبای ویرجینیا            | Virginia Museum of Fine Arts                   | ریچموند              | ایالات متحده آمریکا     | ۱۲٬۵۰۰ (۱۳۵٬۰۰۰)                       | ۱۹۳۴        |
|             | تیت مدرن                              | Tate Modern                                    | لندن                 | بریتانیا                | ۱۲٬۴۲۷ (۱۳۳٬۷۶۰)                       | ۲۰۰۰        |
|             | موزه هنر کلیولند                      | Cleveland Museum of Art                        | کلیولند              | ایالات متحده آمریکا     | ۱۲٬۴۰۰ (۱۳۳٬۰۰۰)                       | ۱۹۱۳        |
|             | گالری ملی کانادا                      | National Gallery of Canada                     | اتاوا                | کانادا                  | ۱۲٬۴۰۰ (۱۳۳٬۰۰۰)                       | ۱۸۸۰        |
|             | هامبورگر کونستاله                     | Hamburger Kunsthalle                           | هامبورگ              | آلمان                   | ۱۲٬۰۰۰ (۱۳۰٬۰۰۰)                       | ۱۸۶۹        |
|             | موزه بویمانس فان بنینگن               | Museum Boijmans Van Beuningen                  | روتردام              | هلند                    | ۱۲٬۰۰۰ (۱۳۰٬۰۰۰)                       | ۱۸۴۹        |
|             | موزه هنرهای زیبای هیوستون             | Houston Museum of Fine Arts                    | هیوستون              | ایالات متحده آمریکا     | ۱۲٬۰۰۰ (۱۳۰٬۰۰۰)                       | ۱۹۰۰        |
|             | گالری ملی هنر مدرن، دهلی نو           | National Gallery of Modern Art                 | دهلی نو              | هند                     | ۱۲٬۰۰۰ (۱۳۰٬۰۰۰)                       | ۱۹۵۴        |
|             | کاخ هنرهای زیبای لیل                  | Palais des Beaux-Arts de Lille                 | لیل                  | فرانسه                  | ۱۲٬۰۰۰ (۱۳۰٬۰۰۰)                       | ۱۸۰۹        |
|             | پیناکوتک دوران مدرن                   | Pinakothek der Moderne                         | مونیخ                | آلمان                   | ۱۲٬۰۰۰ (۱۳۰٬۰۰۰)                       | ۲۰۰۲        |
|             | ریجکسمسئوم                            | Rijksmuseum                                    | آمستردام             | هلند                    | ۱۲٬۰۰۰ (۱۳۰٬۰۰۰)                       | ۱۸۰۰        |
|             | نگارخانه ترتیاکوف                     | Tretyakov Gallery                              | مسکو                 | روسیه                   | ۱۲٬۰۰۰ (۱۳۰٬۰۰۰)                       | ۱۹۸۵        |
|             | موزه هنر میلواکی                      | Milwaukee Art Museum                           | میلواکی              | ایالات متحده آمریکا     | ۱۱٬۹۰۰ (۱۲۸٬۰۰۰)                       | ۱۸۸۲        |
|             | موزه هنرهای زیبای تایپه               | Taipei Fine Arts Museum                        | تایپه                | تایوان                  | ۱۱٬۷۰۰ (۱۲۶٬۰۰۰)                       | ۱۹۸۳        |
|             | موزه هنر مدرن                         | Museum of Modern Art                           | نیویورک              | ایالات متحده آمریکا     | ۱۱٬۶۰۰ (۱۲۵٬۰۰۰)                       | ۱۹۲۹        |
|             | گالری هنر اونتاریو                    | Art Gallery of Ontario                         | تورنتو               | کانادا                  | ۱۱٬۵۰۰ (۱۲۴٬۰۰۰)                       | ۱۹۰۰        |
|             | نگارخانه نیو ساوت ولز                 | Art Gallery of New South Wales                 | سیدنی                | استرالیا                | ۱۱٬۰۰۰ (۱۲۰٬۰۰۰)                       | ۱۸۷۴        |
|             | موزه‌های کاپیتولین                     | Capitoline Museums                             | رم                   | ایتالیا                 | ۱۱٬۰۰۰ (۱۲۰٬۰۰۰)                       | ۱۷۳۴        |
|             | بنیاد پرادا                           | Fondazione Prada                               | میلان                | ایتالیا                 | ۱۱٬۰۰۰ (۱۲۰٬۰۰۰)                       | ۱۹۹۳        |
|             | موزه گوگنهایم بیلبائو                 | Guggenheim Museum Bilbao                       | بیلبائو              | اسپانیا                 | ۱۱٬۰۰۰ (۱۲۰٬۰۰۰)                       | ۱۹۹۷        |
|             | موزه هنر شهرستان لس‌آنجلس              | Los Angeles County Museum of Art               | لس‌آنجلس              | ایالات متحده آمریکا     | ۱۱٬۰۰۰ (۱۲۰٬۰۰۰)                       | ۱۹۱۰        |
|             | موزه هنرهای معاصر دانشگاه سائو پائولو | MAC-University of São Paulo                    | سائو پائولو          | برزیل                   | ۱۱٬۰۰۰ (۱۲۰٬۰۰۰)                       | ۱۹۶۳        |
|             | نگارخانه ملی                          | National Gallery                               | لندن                 | بریتانیا                | ۱۱٬۰۰۰ (۱۲۰٬۰۰۰)                       | ۱۸۲۴        |
|             | موزه پرگامون                          | Pergamon Museum                                | برلین                | آلمان                   | ۱۱٬۰۰۰ (۱۲۰٬۰۰۰)                       | ۱۹۱۰        |
|             | موزه تاریخ شانشی                      | Shaanxi History Museum                         | شی‌آن                 | چین                     | ۱۱٬۰۰۰ (۱۲۰٬۰۰۰)                       | ۱۹۹۱        |
|             | هنگربیکوکا                            | HangarBicocca                                  | میلان                | ایتالیا                 | ۱۰٬۹۰۰ (۱۱۷٬۰۰۰)                       | ۲۰۱۲        |
|             | موزه ملی هنر کاتالونیا                | Museu Nacional d'Art de Catalunya              | بارسلون              | اسپانیا                 | ۱۰٬۵۰۰ (۱۱۳٬۰۰۰)                       | ۱۹۳۴        |
|             | موزه تبت                              | Tibet Museum                                   | لهاسا                | چین                     | ۱۰٬۵۰۰ (۱۱۳٬۰۰۰)                       | ۱۹۹۹        |
|             | موزه هنر پورتلند                      | Portland Art Museum                            | پورتلند              | ایالات متحده آمریکا     | ۱۰٬۴۰۰ (۱۱۲٬۰۰۰)                       | ۱۸۹۲        |
|             | موزه هنر کارنگی                       | Carnegie Museum of Art                         | پیتسبرگ              | ایالات متحده آمریکا     | ۱۰٬۰۰۰ (۱۱۰٬۰۰۰)                       | ۱۸۹۶        |
|             | ایستگاه قطار همبرگر                   | Hamburger Bahnhof                              | برلین                | آلمان                   | ۱۰٬۰۰۰ (۱۱۰٬۰۰۰)                       | ۱۹۹۶        |
|             | موزه هنر بازل                         | Kunstmuseum Basel                              | بازل                 | سوئیس                   | ۱۰٬۰۰۰ (۱۱۰٬۰۰۰)                       | ۱۹۳۶        |
|             | ماکسکسی                               | MAXXI                                          | رم                   | ایتالیا                 | ۱۰٬۰۰۰ (۱۱۰٬۰۰۰)                       | ۲۰۱۰        |
|             | موزه مصرشناسی                         | Museo Egizio                                   | تورین                | ایتالیا                 | ۱۰٬۰۰۰ (۱۱۰٬۰۰۰)                       | ۱۸۲۴        |
|             | موزه کونستپالاست                      | Museum Kunstpalast                             | دوسلدورف             | آلمان                   | ۱۰٬۰۰۰ (۱۱۰٬۰۰۰)                       | ۱۹۱۳        |
|             | موزه ملی هنرهای مدرن و معاصر          | National Museum of Modern and Contemporary Art | سئول                 | کره جنوبی               | ۱۰٬۰۰۰ (۱۱۰٬۰۰۰)                       | ۲۰۱۳        |
|             | موزه ملی، پوزنان                      | National Museum, Poznań                        | پوزنان               | لهستان                  | ۱۰٬۰۰۰ (۱۱۰٬۰۰۰)                       | ۱۸۵۷        |
|             | موزه روسیه                            | Russian Museum                                 | سن پترزبورگ          | روسیه                   | ۱۰٬۰۰۰ (۱۱۰٬۰۰۰)                       | ۱۸۹۵        |
|             | موزه هنر سنت لوئیس                    | Saint Louis Art Museum                         | سنت لوئیس            | ایالات متحده آمریکا     | ۱۰٬۰۰۰ (۱۱۰٬۰۰۰)                       | ۱۸۸۱        |
|             | موزه‌های قلعه سفرزا                    | Museums of Sforza Castle                       | میلان                | ایتالیا                 | ۱۰٬۰۰۰ (۱۱۰٬۰۰۰)                       | ۱۸۹۶        |
|             | کاخ‌موزه ملی                           | National Palace Museum                         | تایپه                | تایوان                  | ۹٬۶۱۳ (۱۰۳٬۴۷۰)                        | ۱۹۲۵        |
|             | موزه ملی باستان‌شناسی اسپانیا          | National Archaeological Museum of Spain        | مادرید               | اسپانیا                 | ۹٬۳۰۰ (۱۰۰٬۰۰۰)                        | ۱۸۶۷        |
|             | موزه فابر                             | Musée Fabre                                    | مون‌پلیه              | فرانسه                  | ۹٬۳۰۰ (۱۰۰٬۰۰۰)                        | ۱۸۲۸        |
|             | موزه ملی باردو                        | Bardo National Museum                          | تونس                 | تونس                    | ۹٬۰۰۰ (۹۷٬۰۰۰)                         | ۱۸۸۸        |
|             | شهر معماری و میراث فرهنگی             | Cité de l'Architecture et du Patrimoine        | پاریس                | فرانسه                  | ۹٬۰۰۰ (۹۷٬۰۰۰)                         | ۱۸۷۹        |
|             | موزه ملی، دهلی نو                     | National Museum, New Delhi                     | دهلی نو              | هند                     | ۹٬۰۰۰ (۹۷٬۰۰۰)                         | ۱۸۰۹        |
|             | نگارخانه ملی                          | National Gallery                               | اسلو                 | نروژ                    | ۹٬۰۰۰ (۹۷٬۰۰۰)                         | ۱۸۴۲        |
|             | دوسالانه شانگهای                      | Power Station of Art (Biennale)                | شانگهای              | چین                     | ۹٬۰۰۰ (۹۷٬۰۰۰)                         | ۲۰۱۲        |
|             | موزه هنر آمریکایی اسمیتسونیان         | Smithsonian American Art Museum                | واشینگتن             | ایالات متحده آمریکا     | ۸٬۸۰۰ (۹۵٬۰۰۰)                         | ۱۸۲۹        |
|             | موزه کوای برانی                       | Musée du quai Branly                           | پاریس                | فرانسه                  | ۸٬۷۵۰ (۹۴٬۲۰۰)                         | ۲۰۰۶        |
|             | موزه استان لایونینگ                   | Liaoning Provincial Museum                     | شن‌یانگ               | چین                     | ۸٬۵۰۰ (۹۱٬۰۰۰)                         | ۱۹۴۹        |
|             | نگارخانه دی پیزا اسکالا               | Gallerie di Piazza Scala                       | میلان                | ایتالیا                 | ۸٬۳۰۰ (۸۹٬۰۰۰)                         | ۲۰۱۱        |
|             | موزه ملی هنر چین                      | National Art Museum of China                   | پکن                  | چین                     | ۸٬۳۰۰ (۸۹٬۰۰۰)                         | ۱۹۵۸        |
|             | نگارخانه اوفیتزی                      | Galleria degli Uffizi                          | فلورانس              | ایتالیا                 | ۸٬۰۰۰ (۸۶٬۰۰۰)                         | ۱۵۸۱        |
|             | نگارخانه ملی هنر مدرن                 | Galleria Nazionale d'Arte Moderna              | رم                   | ایتالیا                 | ۸٬۰۰۰ (۸۶٬۰۰۰)                         | ۱۸۸۳        |
|             | نگارخانه گمیلده                       | Gemäldegalerie                                 | برلین                | آلمان                   | ۸٬۰۰۰ (۸۶٬۰۰۰)                         | ۱۸۳۰        |
|             | لوور ابوظبی                           | Louvre Abu Dhabi                               | ابوظبی               | امارات متحده عربی       | ۸٬۰۰۰ (۸۶٬۰۰۰)                         | ۲۰۱۷        |
|             | موزه لودویگ                           | Museum Ludwig                                  | کلن                  | آلمان                   | ۸٬۰۰۰ (۸۶٬۰۰۰)                         | ۱۹۷۶        |
|             | موزه نوین                             | Neues Museum                                   | برلین                | آلمان                   | ۸٬۰۰۰ (۸۶٬۰۰۰)                         | ۱۸۵۵        |
|             | قصر کوچک                              | Petit Palais                                   | پاریس                | فرانسه                  | ۸٬۰۰۰ (۸۶٬۰۰۰)                         | ۱۹۰۲        |
|             | موزه پوشکین                           | Pushkin Museum                                 | مسکو                 | روسیه                   | ۸٬۰۰۰ (۸۶٬۰۰۰)                         | ۱۸۹۸        |
|             | موزه اشتدلیک                          | Stedelijk Museum                               | آمستردام             | هلند                    | ۸٬۰۰۰ (۸۶٬۰۰۰)                         | ۱۸۷۴        |
|             | موزه تیسن-بورنمیسزا                   | Thyssen-Bornemisza Museum                      | مادرید               | اسپانیا                 | ۸٬۰۰۰ (۸۶٬۰۰۰)                         | ۱۹۹۲        |
|             | موزه هنر توئیدو                       | Toledo Museum of Art                           | تولیدو               | ایالات متحده آمریکا     | ۸٬۰۰۰ (۸۶٬۰۰۰)                         | ۱۹۰۱        |
|             | نگارخانه ترتیاکوف                     | Tretyakov Gallery                              | مسکو                 | روسیه                   | ۸٬۰۰۰ (۸۶٬۰۰۰)                         | ۱۸۵۶        |
|             | جوان                                  | de Young                                       | سان فرانسیسکو        | ایالات متحده آمریکا     | ۷٬۹۰۰ (۸۵٬۰۰۰)                         | ۱۸۹۵        |
|             | موزه هنر نلسون اتکینز                 | Nelson-Atkins Museum of Art                    | کانزاس‌سیتی           | ایالات متحده آمریکا     | ۷٬۹۰۰ (۸۵٬۰۰۰)                         | ۱۹۳۳        |

## موزه‌های بزرگ با ارقام ناشناخته یا غیرقابل اعتماد
- موزه هنر چین در شانگهای، چین[۱۱۹]
- دوسالانه ونیز در ونیز، ایتالیا[۱۲۰]
- نگارخانه ملی دانمارک در کپنهاگ، دانمارک
- موزه ملی هنر رومانی در بخارست، رومانی[۱۲۱][۱۲۲][۱۲۳]
- موزه ملی ایران در تهران، ایران[note ۵]
- نی کارلسبرگ گلیپتوت در کپنهاگ، دانمارک
- موزه هنر تل‌آویو در تل آویو، اسرائیل[note ۶][۱۲۴]

## یادداشت
1. 1 2 3 4 5 6 7 8 9 10 11 12 13 14 15 16 17 18 19  پلان طبقات در وب سایت موزه برای مشخص کردن فضای نگارخانه‌های موجود در ساختمان موزه بکار رفته‌است. ابعاد ساختمان بر پایه عکس ماهواره‌ای از ساختمان موزه بوسیله گوگل مپ ایجاد شده‌است. سپس تعداد کل فضاهای نگارخانه‌ها بر اساس ابعاد فضای نگارخانه‌ها در پلان طبقات محاسبه شده.
2. ↑  65,000 sqft expansion adds 30% of gallery space
3. ↑  References for historical building + extension
4. ↑  Main buildings: Law and Beck
5. ↑  ۲۰٬۰۰۰ متر مربع مساحت ساختمان
6. ↑  ۳۳٬۵۰۰ متر مربع مساحت ساختمان